# کاژیمیش گزوفسکی (ورزشکار)
کاژیمیش گزوفسکی (انگلیسی: Kazimierz Gzowski; ۸ اکتبر ۱۹۰۱ – ۲۵ ژوئن ۱۹۸۶) افسر (ارتش) اهل لهستان بود.